# Saint-Thibault-des-Vignes
Saint-Thibault-des-Vignes – miejscowość i gmina we Francji, w regionie Île-de-France, w departamencie Sekwana i Marna. Nazwa miejscowości pochodzi od imienia św. Teobalda.
Według danych na rok 1990 gminę zamieszkiwało 4207 osób, a gęstość zaludnienia wynosiła 895 osób/km² (wśród 1287 gmin regionu Île-de-France Saint-Thibault-des-Vignes plasuje się na 356. miejscu pod względem liczby ludności, natomiast pod względem powierzchni na miejscu 700.).